# Меткалф, Джон
Джон Меткалф (англ. John Metcalf; 1946, Суонси, Уэльс, Великобритания) — британский и канадский композитор, аранжировщик и альтист, член квартета The Dukes и бывший участник группы The Durutti Column. Работает в различных музыкальных формах. Джон Меткалф написал ряд крупномасштабных опер, хоровых и оркестровых произведений, камерной музыки, инструментальных и вокальных произведений. Работает в направлении минимализма, пишет преимущественно тональную музыку. Музыке Меткалфа присущи мажорный звукоряд и полиритмия. В 2012 году композитор Джон Меткалф был принят в «почётные члены» Ордена Британской империи.

## Биография
Уникальный стиль Меткалфа - это результат его большого опыта работы в классической музыке, поп-музыке и электронной музыки. Как альтист с квартетом The Dukes он гастролировал по всему миру. Струнные аранжировки Меткалфа, исполняемые The Dukes, представлены на многих альбомах поп-исполнителей, включая Morrissey, Simple Minds, The Pretenders, Coldplay и Blur.
Меткалф осваивал альт в Королевском Северном колледже музыки, а затем в Берлинской высшей школы музыки.
Меткалф сыграл важную роль в создании лейбла Factory Classic, ответвления Factory Records Тони Уилсона. Он также писал аранжировки для различных популярных артистов , включая Моррисси, Simple Minds и The Pretenders. Он выпустил свой собственный альбом "The Inner Line". В 2004 году был выпущен еще один альбом, Scorching Bay, за которым последовал "A Darker Sunset" в 2008 году. "The Appearance of Colour" был выпущен в апреле 2013 года в рамках серии подписки Bowers and Wilkins Society of Sound.
Меткалф также сотрудничал с Питером Гэбриэлом, сочиняя аранжировки для своего альбома "song-swap", Scratch My Backи для следующего за ним тура. для New Blood (2011), который он спродюсировал совместно с Габриэлем, он аранжировал и оркестровал версии песен Габриэля.
В 2015 году Меткалф выпустил сольный альбом под названием the Appearance of Colour on Real World.етка сотрудничал с Питером Гэбриэлом, сочиняя аранжировки для своего альбома "song-swap", Scratch My Backи для следующего за ним тура. для New Blood (2011), который он спродюсировал совместно с Габриэлем, он аранжировал и оркестровал версии песен Габриэля.